# Spoorlijn 16
Spoorlijn 16 is een Belgische spoorlijn die Lier met Aarschot verbindt. De lijn is 26,4 km lang. De lijn begint even buiten het centrum van Lier aan de aftakking Y Nazareth (aftakking van spoorlijn 15) en loopt in een strakke rechte lijn door het landschap tot aan de aftakking Y Oost driehoek Aarschot (aftakking van spoorlijn 35) bij Aarschot.

## Geschiedenis
Op 10 juni 1864 werd de spoorlijn door Grand Central Belge geopend. Al in 1871 werd de lijn op dubbelspoor gebracht. Begin 1897 werd de spoorlijn genationaliseerd.
Vanaf 4 januari 1981 konden ook elektrische treinen op spoorlijn 16 rijden.
De maximumsnelheid bedraagt 140 km/u.

## Treindiensten
De NMBS verzorgt het personenvervoer met IC, L- en Piekuurtreinen.
| Serie       | Treinsoort          | Route                                                                  | Bijzonderheden                                             |
| ----------- | ------------------- | ---------------------------------------------------------------------- | ---------------------------------------------------------- |
| IC 09       | Intercity (NMBS)    | Antwerpen-Centraal – Aarschot – [ Leuven – ] Hasselt – Luik-Guillemins | Rijdt in het weekend Antwerpen-Centraal - Luik-Guillemins. |
| L 2850      | L-trein (NMBS)      | Antwerpen-Centraal – Aarschot – Leuven                                 |                                                            |
| P 7210/8210 | Piekuurtrein (NMBS) | Hasselt – Antwerpen-Centraal                                           | Rijdt alleen op werkdagen.                                 |
| P 7280/8280 | Piekuurtrein (NMBS) | Aarschot – Antwerpen-Centraal                                          | Rijdt alleen op werkdagen.                                 |
| P 8220      | Piekuurtrein (NMBS) | [ Hamont – ] / [ Essen – Antwerpen-Centraal – ] Leuven – Heverlee      | Een trein op zondagavond.                                  |

## Aansluitingen
In de volgende plaatsen is of was er een aansluiting op de volgende spoorlijnen:
Y Nazareth
Spoorlijn 15 tussen Y Drabstraat en Y Zonhoven
Y Noord driehoek Aarschot
Spoorlijn 29 tussen Y Noord driehoek Aarschot en Tilburg
Y Oost driehoek Aarschot
Spoorlijn 35 tussen Leuven en Hasselt

## Verbindingsspoor
16/1: Y Zuid driehoek Aarschot (lijn 35) - Y Noord driehoek Aarschot (lijn 16)